# Nusa Laut
Nusa Laut of Nusalaut (verouderd:Noesalaoet) is het kleinste van de vijf Ambonese eilanden, na Ceram, Ambon, Haruku en Saparua.

## Geografie
Hoewel de Ambonese eilanden vaak worden aangeduid als de Zuid-Molukken, liggen zij in feite centraal in het Molukse eilandengebied, dat zich in Indonesië uitstrekt tussen de eilanden Celebes en Westelijk Nieuw-Guinea (tegenwoordig Papoea). Haruku, Saparua en Nusa Laut worden gezamenlijk Lease genoemd; in de Nederlands-Indische tijd stonden deze drie eilanden bekend onder de verbasterde naam Oeliassers.
Nusa Laut is ruwweg cirkelvormig, heeft een oppervlakte van 12 km2 en een kustlengte van 24 km. Het is een bergachtig eiland, met als hoogste top de berg (Gunung) Lawakano, die 305 m boven de zeespiegel oprijst. Langs de kust loopt een weg die de zeven dorpen van het eiland met elkaar verbindt.
Dat zijn aan de zuidkust (van oost naar west):
- Akon of Akoon,
- Abubu,
- Titawai (het grootste van de zeven).

Aan de noordkust liggen (van west naar oost):
- Tenitu of Leinitu,
- Sita of Sila,
- Nalahia of Risapori,
- Ameth of Amet (de hoofdplaats).

## Geschiedenis
Traditioneel was de heerschappij over de Molukken, dus ook over de Ambonese eilanden, in handen van de Sultan van het Noord-Molukse Ternate. Dat bleef zo toen de Portugezen zich in het noorden vestigden, en eind 16e eeuw na conflicten naar Ambon vertrokken. Hun relatie met de bevolking beperkte zich goeddeels tot handel en missie.

### VOC
Een halve eeuw later verdrongen de Nederlanders de Portugezen: de VOC slaagde erin de kruidnagelproductie in handen te krijgen, en voerde, om overproductie (en daarmee prijsdruk) te voorkomen, regelmatig hongi-tochten op de eilanden uit. "Hongi" betekent "vloot", en de vloottochten hadden tot doel een deel van de kruidnagelaanplant te vernietigen. Wel zagen de zeven regio's van Nusa Laut zich in 1621 genoodzaakt trouw te zweren aan Jan Pieterszoon Coen, maar verzet van de Molukse bevolking tegen de vernielingen kon niet uitblijven. Met name Gouverneur Arnold de Vlamingh van Oudshoorn trad daartegen in het midden van de 17e eeuw hardvochtig op, tijdens de Grote Ambonse Oorlog. Toen het verzet was gebroken, bestond de kruidnagelcultuur nog alleen op Ambon en op de Lease-eilanden, en had de VOC het monopolie in handen.

### Pattimura
In 1817 kwamen de Molukkers onder hun leider Pattimura in verzet tegen het Nederlandse bewind, en als Christenen beriepen zij zich op Bijbelse principes van rechtvaardigheid. Een 21-tal hoofden uit Saparua en Nusa Laut steunde Pattimura door het bewind een brief te schrijven waarin zij hun grieven verwoordden.
Dit kon een opstand niet voorkomen, en die sloeg over naar Nusa Laut, maar werd onderdrukt. Een stokoude regent uit dat eiland, Radja Triago, werd naar Nusa Laut teruggevoerd en er geëxecuteerd. Zijn 17-jarige dochter, Martha Christina Tiahahu, die hem tijdens de terechtstelling niet had willen verlaten, leidde vervolgens het verzet tegen de Nederlanders. Maar zij werd gevangengenomen, op transport gesteld naar Java, en overleed tijdens de scheepsreis doordat zij nauwelijks voedsel toch zich wenste te nemen. Martha Christina Tiahahu heeft een standbeeld gekregen, zowel in het dorp Abubu als op het eiland Ambon. In het dorp Abubu staat dit standbeeld in het midden van het dorp tegenover de fundamenten van het huis van de vroegere Radja Manusama.

### RMS
Daarop raakte de regio in verval. Rond 1900 was een relatief groot aantal Molukkers in dienst van het Nederlandsch-Indisch Leger, en toen na de Tweede Wereldoorlog een Verenigde Republiek Indonesië werd gesticht, zagen zij daarin een middel om althans gedeeltelijk hun zelfstandigheid te behouden. Ze zouden immers bij de deelstaat Oost-Indonesië gaan horen. De federatie leed echter schipbreuk, en in 1950 werd de Republiek Zuid-Molukken (Republik Maluku Selatan, RMS) uitgeroepen. De strijd die tussen het Indonesische leger en de RMS losbrandde, speelde zich echter vooral af op Ambon en Ceram, en ging dus goeddeels aan Nusa Laut voorbij.
De eerste premier van de Republiek, Albert Wairisal, zag het levenslicht op Nusa Laut. Ook de vader van ir. Manusama (de latere leider van de RMS in ballingschap) was in Nusa Laut geboren.

## Demografie
Aangenomen wordt dat de Ambonezen uit Ceram stammen, en vandaar zijn uitgezwermd naar de vier andere eilanden. De meesten hunner zijn christenen (in tegenstelling tot de Noord-Molukkers van Ternate en Tidore, waar de islam domineert), maar er is nog altijd een sterk substraat aanwezig van oudere levensbeschouwingen. Zo loopt er figuurlijk een muur dwars door Nusa Laut, die twee bevolkingsgroepen scheidt. De Patalima beoefenen een vorm van magie waarin het getal 5 ("lima") een grote rol speelt, de Patasiwa schrijven bovennatuurlijke kracht toe aan het getal 9 ("siwa").
Het eiland had 5322 inwoners bij de volkstelling van 2010, waarvan er 2230 tot de oorspronkelijke bevolking gerekend worden.

## Taal
Het Indonesisch is de algemene voertaal in de gehele Indonesische Archipel, maar de Molukse eilanden, met hun 1,5 à 2 miljoen inwoners, kennen zelf tientallen talen. De grootste daarvan, met ongeveer 200.000 moedertaalsprekers, is het Ambonees ofwel Ambonees Maleis.
Het oorspronkelijke dialect van het eiland is nauw verwant aan het Saparuaans en het Amahai, waarmee het 60-70% van de woordenschat deelt. Het Nusa-Laut-dialect zelf is echter nagenoeg uitgestorven: aangenomen wordt dat het nog slechts door een tiental ouderen wordt gesproken.

## Toerisme
Nusa Laut is over zee te bereiken: per speedbootlijndienst, of met een zelf te charteren boot.
Het eiland biedt duikers goede mogelijkheden. De riffen zijn er, in tegenstelling tot die op vele andere locaties, niet verwoest door bevissing met explosieven. Daardoor vallen er ook vele vissoorten en schelpen te bewonderen. Vakantiegangers die vooral op zoek zijn naar rust, komen hier beter aan hun trekken dan op het drukke Ambon.
Het eiland staat bekend om zijn natuur, waarbij er uitzichten zijn vanaf de heuvels. Er zijn meerdere beekjes, waaruit ijskoud water kan worden gedronken.
Het fort Beverwijk, gebouwd door Gouverneur De Vlamingh van Oudshoorn en genoemd naar zijn geboorteplaats, is tegenwoordig een toeristische trekpleister.